# Wolfgang Lukas
Wolfgang Lukas (* 20. März 1959) ist ein deutscher Literaturwissenschaftler.

## Leben
Von 1978 bis 1987 studierte er Germanistik und Romanistik (französische und italienische Literatur) an der Ludwig-Maximilians-Universität München (Magister Artium und I. Staatsexamen für gymnasiales Lehramt). Nach der Promotion 1994 bei Michael Titzmann in München, der Habilitation 2000 an der Universität Passau und der Umhabilitation 2005 an die Universität Zürich hat er seit 2006 den Lehrstuhl für Neuere deutsche Literaturgeschichte und Editionswissenschaft an der Universität Wuppertal inne.

## Schriften (Auswahl)
- Das Selbst und das Fremde. Epochale Lebenskrisen und ihre Lösung im Werk Arthur Schnitzlers. (Diss. München 1994) München: Fink 1996, nbn-resolving.de, ISBN 3-7705-3126-4.
- Anthropologie und Theodizee. Studien zum Moraldiskurs im deutschsprachigen Drama der Aufklärung (ca. 1730–1770). (Habilitationsschrift Passau 2000) Göttingen: Vandenhoeck & Ruprecht 2005, ISBN 3-525-20841-3.